# Atomic Heart 2
Atomic Heart 2 (с англ. — «Атомное сердце 2») — будущая компьютерная игра в жанре шутера от первого лица с элементами ролевой игры, разрабатывемая компанией Mundfish. Является продолжением Atomic Heart.

## Игровой процесс
Ожидается значительное расширение RPG-элементов и свободы действий, сохраняя при этом фирменную атмосферу СССР, характерную для оригинальной игры. Разработчики называют сиквел «ролевым шутером», поскольку у игроков будут обширный арсенал вооружения и переосмысленная боевая система с параллельным использованием перчатки и разных видов оружия. Открытый мир останется приоритетом команды разработчиков, но обещают сделать больше вариативности в действиях, когда достигнуть цели можно будет несколькими способами.

## Сюжет
События продолжения развернутся за пределами Предприятия 3826 и Советского Союза, игрокам предстоит повидать и другие страны ретрофутуристической вселенной. Разработчики обещают возвращение старых персонажей и появление новых, которые помогут раскрыть историю и мир с новой стороны.

## Разработка
Ранее в 2021 году Mundfish заявляла о том, что у студии есть идеи о разработке второй части Atomic Heart ещё до выхода первой части. В 2023 году Алексей Макаренков, игровой журналист и блогер, сообщил о том, что сиквел Atomic Heart планируется. На шоу «КСТАТИ» Роберт Багратуни, один из основателей Mundfish, официально подтвердил разработку второй части игры. В 2025 году Алексей Макаренков поделился новой информацией о сиквеле игры: по его словам, студия уже разрабатывает вторую часть игры на игровом движке Unreal Engine 5, а также в сиквеле будет смена времён года. Официально игра была анонсирована во время Summer Game Fest 2025 года. Игра создаётся на движке Unreal Engine 5. Ожидается, что игра выйдет на Windows, PlayStation 5 и Xbox Series X/S. Официальная дата релиза пока не была объявлена.